# Angolai női kézilabda-válogatott
Az angolai női kézilabda-válogatott Angola nemzeti csapata, amelyet az Angolai Kézilabda-szövetség irányít. Az utóbbi évek legsikeresebb afrikai csapata, történetük során eddig tizennégyszer Afrika-bajnokságot, valamint hétszer afrikai játékokat nyertek. A legjobb helyezésük a világeseményeken az egy világbajnokságon és egy olimpián szerzett hetedik helyezés.

## Részvételei

### Olimpia
- 1996: 7. hely
- 2000: 9. hely
- 2004: 9. hely
- 2008: 12. hely
- 2012: 10. hely
- 2016: 8. hely
- 2020: 10. hely
- 2024: 9. hely

### Világbajnokság
- 1990: 16. hely
- 1993: 16. hely
- 1995: 13–16. hely
- 1997: 15. hely
- 1999: 15. hely
- 2001: 13. hely
- 2003: 17. hely
- 2005: 16. hely
- 2007: 7. hely
- 2009: 11. hely
- 2011: 8. hely
- 2013: 16. hely
- 2015: 16. hely
- 2017: 19. hely
- 2019: 15. hely
- 2021: 25. hely
- 2023: 15. hely

### Afrika-bajnokság
- 1981: 7.
- 1983: 6.
- 1985: 5.
- 1987: 5.
- 1989:  Arany
- 1991:  Ezüst
- 1992:  Arany
- 1994:  Arany
- 1996:  Bronz
- 1998:  Arany
- 2000:  Arany
- 2002:  Arany
- 2004:  Arany
- 2006:  Arany
- 2008:  Arany
- 2010:  Arany
- 2012:  Arany
- 2014:  Bronz
- 2016:  Arany
- 2018:  Arany
- 2021:  Arany
- 2022:  Arany

### Afrika-játékok
- 1991:  Arany
- 1995:  Arany
- 1999:  Arany
- 2003:  Bronz
- 2007:  Arany
- 2011:  Arany
- 2015:  Arany
- 2019:  Arany